# Большая Горка (Костромская область)
Большая Горка — деревня в Кологривском муниципальном округе Костромской области.

## География
Находится в северной части Костромской области на расстоянии приблизительно 15 км на восток-юго-восток по прямой от города Кологрив, административного центра округа.

## История
Деревня Горки появилась уже на карте 1816 года, в 1840 году уже наименовалась Горка. В дальнейшем произошло разделение деревни на Большую и Малую Горку. В 1872 году здесь было учтено 6 дворов, в 1907 году — 17. До 2021 года входила в состав Ильинского сельского поселения до его упразднения.

## Население
Постоянное население составляло 53 человека (1872 год), 21(1897), 25 (1907), 1 в 2002 году (русские 100 %), 0 в 2022.

### Известные жители
Ёлкин, Иван Иванович (1903—1985) — эпидемиолог; доктор медицинских наук, профессор; главный государственный санинспектор СССР, директор Саратовского противочумного института «Микроб», главный эпидемиолог фронта в период Великой Отечественной войны, заведующий кафедрой эпидемиологии 1-го ММИ.